# Megumi Ogata
Megumi Ogata (jap. 緒方 恵美 Ogata Megumi; ur. 6 czerwca 1965 r. w Tokio) – aktorka, piosenkarka j-pop oraz seiyū japońskich anime. 
Nim zaczęła pracować jako seiyū, była krótko aktorką w Neverland Musical Community. Często podkłada głos pod młodych mężczyzn, bądź chłopców. Do 24. roku życia pracowała jako aktorka w Neverland Musical Community. Obecnie znajduje się w grupie zrzeszającej seiyū, Aoni Production.

## Wybrane role seiyū
- 1992–1994: Yu Yu Hakusho jako Kurama
- 1997–1999: Oh! My Goddess jako Kei'ichi Morisato
- 1992–1997: Czarodziejka z Księżyca jako Czarodziejka z Urana (Sailor Uranus), Petz i młody Mamoru Chiba
- 1995–1996: Neon Genesis Evangelion jako Shinji Ikari
- 2004–2012: Bleach jako Halibel
- 1994–1995: Magic Knight Rayearth jako księżniczka Esmeraude i Eagle Vision
- 1998: Yu-Gi-Oh! jako Yugi Mutou
- 1998–2000: Card Captor Sakura jako Yukito Tsukishiro (Yue)
- 1997–1998: Vampire Princess Miyu jako Matsukaze, Reiha
- 2010: Angel Beats! jako Ayato Naoi
- 2002–2003: Tokyo Mew Mew jako Masaya Aoyama
- 2013–2016: Danganronpa: The Animation jako Naegi Makoto
- 2020: Jibaku shōnen Hanako-kun jako Hanako-kun